# Tesis sobre Feuerbach
Las Tesis sobre Feuerbach son once breves notas filosóficas escritas por Karl Marx en 1845. Estas resumen una crítica de las ideas del joven filósofo post-hegeliano, Ludwig Feuerbach. No obstante, este texto es visto con frecuencia con mayor amplitud, pues critica el materialismo contemplativo de los jóvenes hegelianos en todas las formas de idealismo filosófico. 
Las Tesis sirvieron como esbozo básico para el primer capítulo del libro La ideología alemana. Estas vendrían a subrayar explícitamente el papel que la praxis, la acción, debía tener según la concepción marxista del mundo. Con esto, Marx pretendía realizar la ruptura con Hegel que los idealistas —entre ellos Feuerbach— no habían logrado. Estos idealistas harían, según la crítica de Marx, una filosofía potente, pero demasiado abstracta.
Al igual que el libro para el que fueron escritas, las tesis nunca se publicaron en vida de Marx. Fueron impresas por primera vez en 1888 como apéndice de un folleto de su copensador Friedrich Engels. 

El documento es mejor recordado por su epigramática undécima y última tesis, grabada en la tumba de Marx:
"Los filósofos no han hecho más que interpretar de diversos modos el mundo, pero de lo que se trata es de transformarlo" . 

## Antecedentes
En febrero de 1845, Karl Marx fue deportado de Francia a instancias del ministro de Asuntos Exteriores, François Guizot. Marx encontró refugio en Bruselas, donde se le unió durante varios meses su compatriota político Friedrich Engels a partir de abril de ese mismo año. Fue en Bruselas donde Marx comenzó a dar forma al concepto de materialismo histórico: la idea de que los cambios fundamentales subyacentes en la historia política eran una lucha económica correspondiente entre las clases gobernantes y oprimidas que estaba en la raíz de estas transformaciones estructurales.
Marx comenzó a trabajar en un libro que detallaba su nueva filosofía de la historia, titulado La ideología alemana. En relación con este proyecto, Marx escribió un conciso conjunto de 11 puntos de observaciones y epigramas sobre las ideas de Ludwig Feuerbach. Feuerbach era un joven hegeliano a quien Marx consideraba el exponente más moderno del materialismo, aunque Marx creía que Feuerbach no había sacado conclusiones políticas plenamente satisfactorias de sus ideas filosóficas. Estas "tesis" se escribieron inicialmente como un esbozo crudo para el primer capítulo de La ideología alemana, y la mayoría de ellas se desarrollaron con mayor detalle en ese trabajo.

## Publicación
Las tesis parecen que estaban destinadas a ser parte de una nota como principios que Marx quería escribir en vida, como un recordatorio para él mismo; el texto puede tal vez haber estado colgado sobre su escritorio.[cita requerida]
Marx no publicó las Tesis sobre Feuerbach durante su vida; éstas fueron editadas después del fallecimiento de Marx por Friedrich Engels y publicadas en 1888 en su obra Ludwig Feuerbach y el fin de la filosofía clásica alemana. El texto original no se publicó hasta 1924 en traducción del alemán al ruso por el Instituto Marx-Engels de Moscú.
A pesar de sus mejores esfuerzos por encontrar un editor, La ideología alemana no se publicó durante la vida de Marx ni de Engels. La polémica obra finalmente no fue publicada íntegramente en 1932 por el Instituto Marx-Engels-Lenin del Comité Central del Partido Comunista de la Unión Soviética.

## Significado de lasTesis
El texto relaciona la crítica hacia el idealismo -el alemán sobre todo- y el materialismo metafísico (idealista según Marx) con una aplicación práctica, material y política (relacionada con la afirmación de Marx en este mismo trabajo de que "El arma de la crítica no puede reemplazar la crítica de las armas" (Karl Marx, Crítica de la filosofía del derecho de Hegel).
Marx criticó duramente el materialismo contemplativo de los jóvenes hegelianos, considerando "la esencia del hombre" de forma aislada y abstracta, argumentando en cambio que la naturaleza del hombre sólo podía entenderse en el contexto de sus relaciones económicas y sociales. Marx argumentó que comprender los orígenes de las creencias religiosas no era suficiente para avanzar hacia su eliminación; en lugar de eso, declaró que fue la estructura social y económica subyacente la que dio origen a las creencias religiosas y que fue una transformación de ésta la que fue una condición previa necesaria para la eliminación de la religión.
Las "tesis" identifican la actividad práctica («acción política» en su interpretación social) como la única verdad de la filosofía y concluyen con la famosa conclusión en la célebre tesis 11: "Los filósofos no han hecho más que interpretar de diversos modos el mundo, pero de lo que se trata es de transformarlo" (en el original alemán: "Die Philosophen haben die Welt nur verschieden interpretiert; es kömmt drauf an, sie zu verändern").
| Nº de la Tesis                     | Ideas de Feuerbach                                           | Posición de Marx                                                                                               |
| ---------------------------------- | ------------------------------------------------------------ | --- |
| 1 - 5                              | Exclusiva atención a la teoría.                              | Atención prioritaria a la práctica.                                                                            |
| 2                                  | Verdad como cuestión teórica.                                | La cuestión de la verdad se resuelve en la práctica.                                                           |
| 3                                  | Educación como instrumento de transformación de la realidad. | La educación es un instrumento del poder. Papel de la práctica revolucionaria.                                 |
| 4 - 7                              | Critica de la alienación religiosa.                          | Va más allá, al analizar la religión como un efecto social. Para acabar con ella, hay que cambiar la sociedad. |
| 6                                  | El ser humano posee una esencia abstracta.                   | La esencia humana es concreta, histórica y social.                                                             |
| 8 - 9 - 10                         | No se tiene en cuenta la historia ni la sociedad.            | La práctica no puede omitir la historia y la sociedad.                                                         |
| 11                                 | La filosofía debe interpretar la realidad.                   | La tarea de la filosofía es transformar el mundo.                                                              |
| Aragüés Estragués, 2016, pp. 46-48 |                                                              | |

## Interpretación de Engels

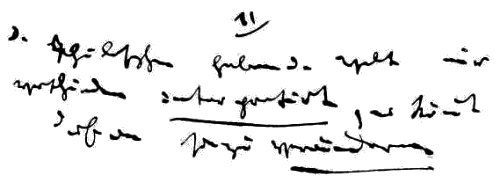
Manuscrito de Marx de la tesis undécima,

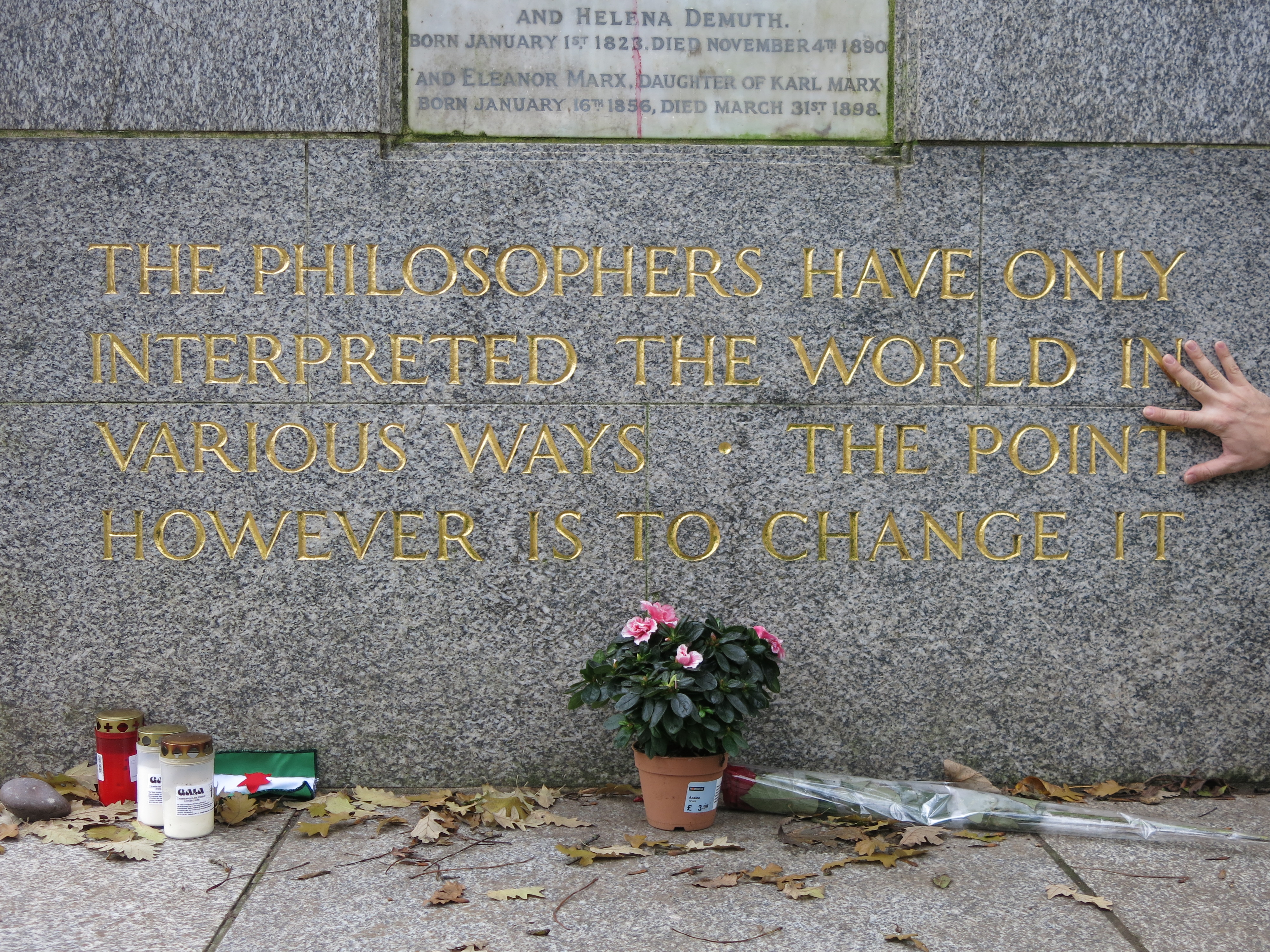
Epitafio de la Tumba de Karl Marx con la undécima Tesis grabada en su lápida en el cementerio de Highgate.

Friedrich Engels editó este texto de Marx, reescribiéndolo para adaptarlo a las urgencias políticas del momento, pero también clarificando y concretando su significación. En la frase literal de Marx, la tesis 11 dice: "Los filósofos no han hecho más que interpretar de diversos modos el mundo, pero de lo que se trata es de transformarlo." En la interpretación de Engels, la más difundida, se lee: 
"Los filósofos, hasta el momento, no han hecho más que interpretar de diversos modos el mundo, ahora de lo que se trata es de transformarlo."[cita requerida]
Serguéi Prokófiev usó el texto de la undécima tesis en su Cantata para el vigésimo Aniversario de la Revolución de Octubre, Op. 74.
La undécima Tesis está grabada en la entrada de la Universidad Humboldt en Unter den Linden, Berlín. El Partido Socialista Unificado de Alemania ordenó esto en 1953 como parte de la reconstrucción después de la Segunda Guerra Mundial. 

La undécima Tesis esta también en el epitafio de la Tumba de Karl Marx, grabado en su lápida en el cementerio de Highgate en Londres, junto con la línea final del Manifiesto del Partido Comunista:
"¡Proletarios de todos los países, uníos!"

## Obras relacionadas
- Bendaña-Pedroza, Carlos, 2015. El manifiesto del método. Ensayo de interpretación de las Tesis sobre Feuerbach de Karl Marx, Bonn, pdf.
- Labica, Georges. 1987. Karl Marx: les Thèses sur Feuerbach. Paris: P.U.F.  ISBN 2-13-040234-8
- Candioti, Miguel. 2014. El carácter enigmático de las Tesis sobre Feuerbach y su secreto. Isegoría, 50, pp. 45-70.
- Aragüés Estragués, Juan Manuel (2016). Marx: la lucha de clases es el motor de la historia. España [Barcelona]: RBA. ISBN 978-84-473-8405-1.